# 沈燾
沈燾（1452年—1515年），字良德，號東溪，直隸蘇州府長洲縣人，民籍，明朝政治人物。

## 生平
成化二十二年（1486年）丙午科應天府鄉試第四十九名舉人。弘治六年（1493年）中式癸丑科會試第二百四十四名，二甲第十六名進士。六月改翰林院庶吉士，八年十月授编修，丁憂歸，服闋，十一年正月復除原职，养病，十五年二月復除原职，十八年十二月充正使！册封安南国王黎誼，正德三年（1508年）八月以九年秩满，升侍讲，晋右春坊右谕德，丁憂，服闋，七年九月復职。正德十年卒，年六十四。

## 家族
出身医学世家，称“良惠沈氏”。曾祖沈日彰；祖父沈以潛，太醫院御醫；父沈宙，封歸德州知州。母楊氏（封宜人）。具庆下，兄沈杰，成化甲辰進士，右軍都督府经历。弟然、譙。继室夏氏生長子沈垣，侧室鄭氏生沈杜、沈里。